# Fernmeldeschulamt Darmstadt
Das Fernmeldeschulamt Darmstadt (FSA) wurde am 2. Januar 1961 als selbstständiges Amt im Geschäftsbereich der Deutschen Bundespost gegründet. Es hatte die Aufgabe zentrale Lehrgänge für die Aus- und Fortbildung des Personals im Fernmeldewesen durchzuführen. Dem FSA unterstanden die Lehrstätten in Darmstadt und Kleinheubach im Schloss Löwenstein, bei denen Dozenten und Lehrbeamte den Unterricht erteilten. Daneben wurden im FSA Verwaltungs- und Laborkräfte beschäftigt. Das FSA unterstand der Dienstaufsicht und Weisungsbefugnis des Fernmeldetechnischen Zentralamtes, welches ebenfalls in Darmstadt ansässig war.

## Amtsleitung
Der Amtsvorsteher, ein Beamter in der Laufbahn des höheren fernmeldetechnischen Dienstes, hatte als Leiter einer unteren Bundesbehörde alle verwaltungsmäßigen Zuständigkeiten wie die Amtsvorsteher aller anderen Ämter des Fernmeldewesens zu erledigen.